# Percival Petrel
Персіваль Q.6 Петрел (англ. Percival Q.6 Petrel) — британський двомоторний літак створений компанією Percival Aircraft як регіональний авіалайнер і урядовий літак, але також використовувався Королівськими повітряними силами під час Другої світової війни, як літак зв'язку.

## Історія

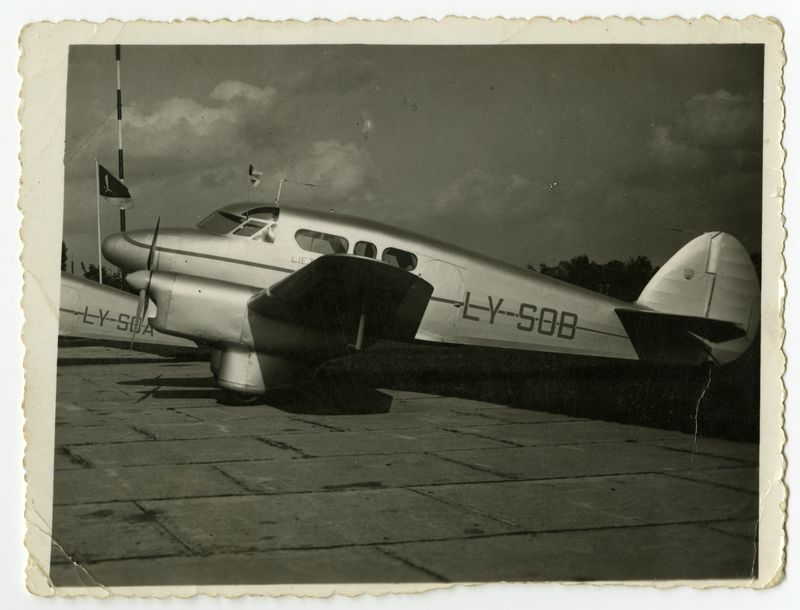
«Персіваль Q.6» Латвійських авіаліній. Каунас, 1939 рік.

«Персіваль Q.6» став першим двомоторним літаком сконструйованим Едгаром Персівалем. Початково разом з ним розроблявся чотиримісний літак з двигунами De Havilland Gipsy Major і кодом Q.4, але на етапі дизайну від цього проєкту відмовились на користь шестимісного Q.6 з потужнішими двигунами. Прототип останнього здійнявся в повітря 14 вересня 1937 року з аеродрому Лутон.
Літак мав суцільно-дерев'яну конструкцію з фанерною і полотняною обшивкою та фіксованим шасі в обтічниках під гондолами двигунів. Серійне виробництво почалось в 1938 році і загалом було виготовлено 27 серійних літаків. В останніх чотирьох виготовлених Q.6 шасі було замінено на висувне, тестування якого провели в червні 1938 року.
Королівські ВПС Великої Британії зацікавились в використанні Q.6 літаком зв'язку, для чого було видано специфікацію 25/38 і літак отримав власну назву «Петрел» (англ. Petrel). ВПС замовили вісім літаків, але з початком війни ще 12 «Петрелів» було забрано в цивільних операторів. З них 4 пережили війну і були передані в цивільне користування в 1946 році. В цьому ж році три з оригінальних «Петрелів» ВПС було продано на аукціоні. Окрім Британії два Q.6 було куплено Єгиптом, де вони використовувались урядом, і два Латвійськими національними авіалініями. Останні опинилися на службі СРСР після окупації Латвії в 1940 році.

## Тактико-технічні характеристики

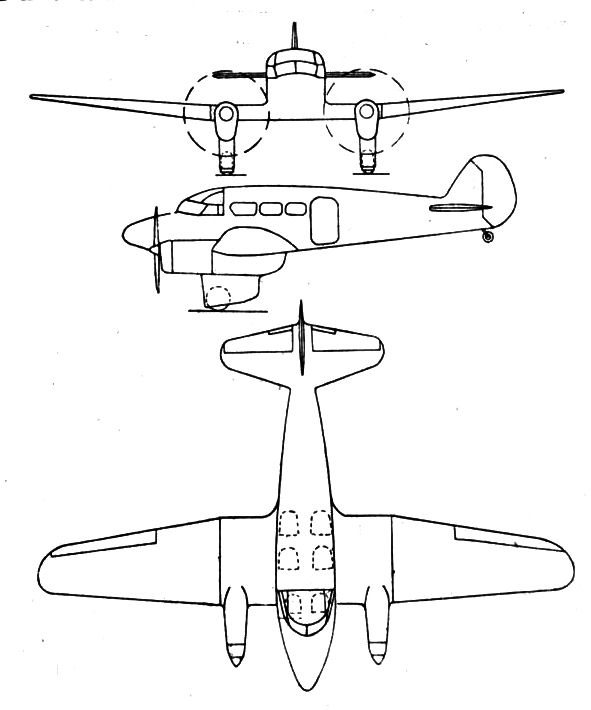

Дані з Consice Guide to British Aircraft of World War II

### Технічні характеристики
- Екіпаж: 4-6 особи
- Довжина: 9,83 м
- Висота: 2,97 м
- Розмах крила: 14,22 м
- Площа крила: 25,83 м²
- Маса порожнього: 1588 кг
- Максимальна злітна маса: 2495 кг
- Двигуни: 2 × De Havilland Gipsy Six
- Потужність: 2 × 205 к. с. (153 кВт.)

### Льотні характеристики
- Максимальна швидкість: 314 км/год
- Крейсерська швидкість: 282 км/год
- Практична стеля: 6400 м.
- Дальність польоту: 1207 км